# Федерація футболу Східної Азії

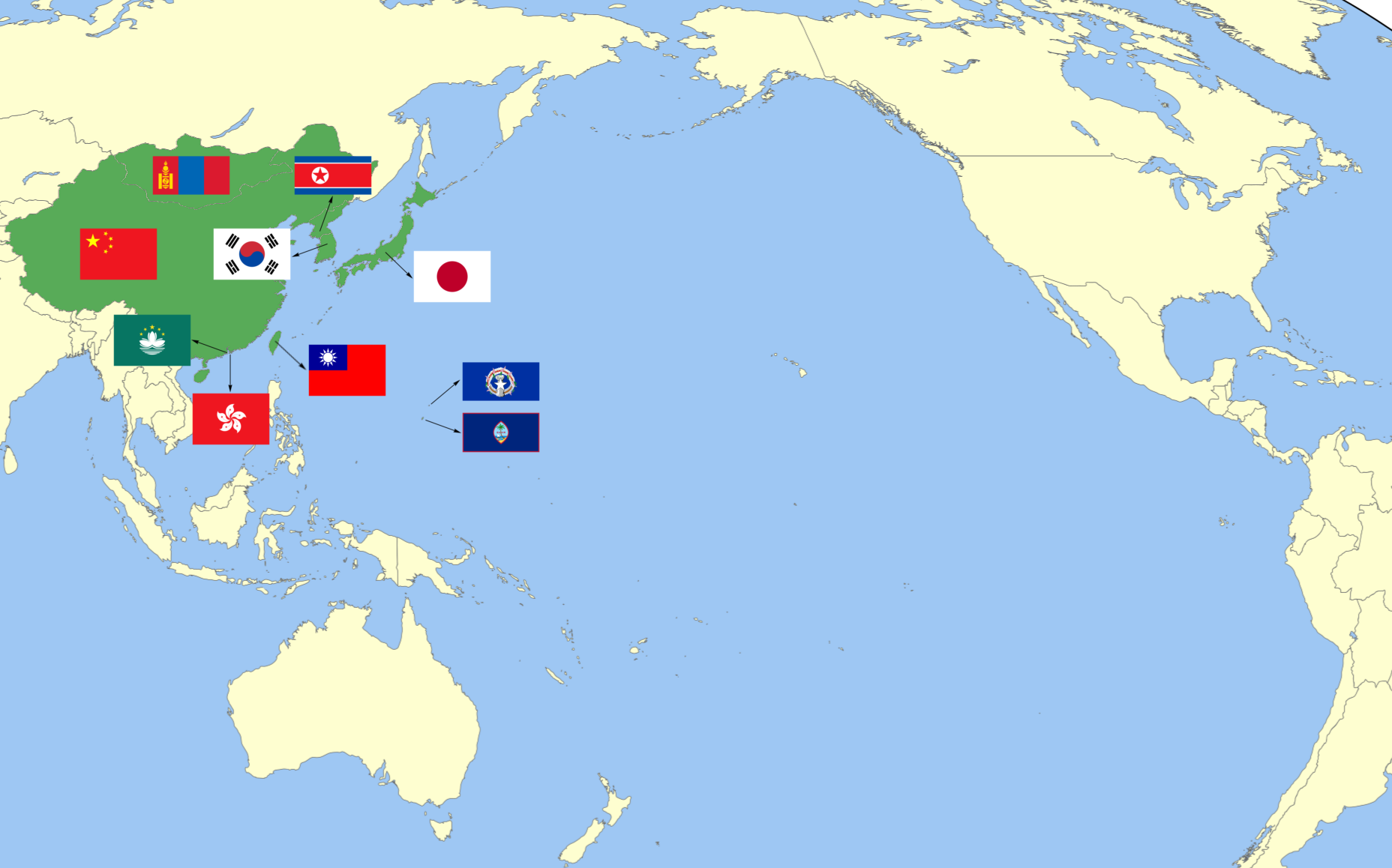
Члени EAFF

Федерація футболу Східної Азії (англ. East Asian Football Federation, EAFF) — підрозділ Азійської конфедерації футболу, що контролює розвиток футболу Східної Азії. Заснована 28 травня 2002 року.

## Члени
У неї входять 10 членів асоціацій. Всі вони є членами Азійської конфедерації футболу, за винятком Футбольної асоціації Північних Маріанських островів, яка в даний час є попередніми членом АФК (раніше член Конфедерації футболу Океанії).
| Асоціації                   | Рік приєднання | Команда                     |
| --------------------------- | -------------- | --------------------------- |
| Гонконг                     | 2002           | Гонконг                     |
| Гуам                        | 2002           | Гуам                        |
| Китай                       | 2002           | Китай                       |
| КНДР                        | 2002           | КНДР                        |
| Макао                       | 2002           | Макао                       |
| Монголія                    | 2002           | Монголія                    |
| Республіка Корея            | 2002           | Республіка Корея            |
| Північні Маріанські острови | 2008           | Північні Маріанські острови |
| Тайвань                     | 2002           | Тайвань                     |
| Японія                      | 2002           | Японія                      |

## Президенти
| Президент      | Роки                        |
| -------------- | --------------------------- |
| Сюнітіро Окано | 2004-2006                   |
| Чон Монджун    | 2006                        |
| Се Ялон        | 2006-2008                   |
| Дзюндзі Огура  | 2008–2010                   |
| Чо Чун Юн      | 2011–березень 2013          |
| Чонг Мон Гю    | березень 2013-березень 2014 |
| Чжан Цзянь     | квітень 2014-березень 2016  |
| Козо Ташима    | квітень 2016-               |